# Carvoeiro (Lagoa)
Carvoeiro era una freguesia portuguesa del municipio de Lagoa, distrito de Faro.

## Historia
Fue elevada a la condición de villa el 12 de julio de 2001.
Fue suprimida el 28 de enero de 2013, en aplicación de una resolución de la Asamblea de la República portuguesa promulgada el 16 de enero de 2013 al unirse con la freguesia de Lagoa, formando la nueva freguesia de Lagoa e Carvoeiro.